# George Campo
George Campo (* 19. Jahrhundert oder 20. Jahrhundert) ist oder war ein Pantomime sowie ein Vaudeville-, Varieté- und Burlesque-Künstler.

## Leben
Die Quellenlage zur Herkunft von George Campo sowie zu seinem Leben und seiner künstlerischen Laufbahn ist unergiebig. 1932 trat er gemeinsam mit einer Partnerin im Ciro’s Club in London mit einer artistisch-pantomischen Nummer als der „Continental Eccentric dancer“ auf. Einer seiner Auftritte wurde von der britischen Filmproduktionsfirma British Pathé Ltd. aufgezeichnet und ist in deren vertonten und in Schwarzweiß gedrehten Showbiz-Wochenschau Pathetone weekly vom 27. Juni 1932 mit dem Titel London’s famous Clubs and Cabarets: „La Botte à Matelots“ at Ciro’s enthalten. Nach der Charakterisierung als „Kontinentaler Exzentrik Tänzer“ könnte Campo möglicherweise vom europäischen Festland („Continent“) stammen.
Belegt ist außerdem, dass Campo 1934 in New York City arbeitete: In diesem Jahr trat er bei der Premiere des Musicalfilms The Cat and The Fiddle mit Jeanette MacDonald und Ramón Novarro im dortigen Capitol-Kino neben anderen Showkünstlern sowie Tänzerinnen im Rahmenprogramm als Pantomime auf. 1935 wurde er vom Revue-Produzenten Clifford C. Fischer für dessen französisch inspirierte und für die damalige Zeit wegen ihrer Freizügigkeit gewagte Erfolgs-Show Folie Parisienne im French Casino New York verpflichtet; mit dieser Revue gastierte Campo 1936 im French Casino Miami Beach und im selben Jahr im Casino London. Campo präsentierte in der Show gemeinsam mit seiner Partnerin Elsie Roy einen burlesken Apachentanz, ein seit den 1920er-Jahren vor allem in Paris beliebter Revuetanz. 1938 war er in den Kurzfilmen Murder with Reservations und Cleaning Up des Regisseurs Roy Mack neben anderen Artisten sowie Sängern als er selber bzw. als Pantomime zu sehen. Beide Filme wurden wie die Pathé-Produktion von 1932 in Schwarzweiß gedreht und liefen in den Kinos üblicherweise als Vorfilme vor dem Hauptprogramm. 
Während des Zweiten Weltkrieges und auch nach dem im Dezember 1941 erfolgten Kriegseintritt der USA hielt Campo sich zumindest zeitweise im neutralen Schweden auf, wo er ab Anfang 1941 bis mindestens zum Juli/August 1943 gemeinsam mit einer internationalen Varieté-Compagnie im Chinateatern in Stockholm gastierte. Dieser Kino- und Revuepalast war damals der größte seiner Art in Skandinavien und einer der größten in Europa. Der Compagnie 
gehörten US-amerikanische, Schweizer und dänische Künstler und Artisten an. Partner von Campo in der Show war unter anderem der Schweizer Jongleur Béla Kremo, seinerzeit bekannt als „der Gentleman-Jongleur“. Nach einem Bericht im Billboard Magazine wurde das Showprogramm in der Sommersaison 1943 durch Auftritte von schwedischen und deutschen Artisten sowie durch 16 deutsche Tänzerinnen der Berliner Scala ergänzt. Über die Beendigung des Engagements und über Campos weitere Lebensumstände in der Kriegs- und Nachkriegszeit ist nichts bekannt.
Weitere Medienberichte über ihn lassen sich erst wieder in den 1960er-Jahren finden. So hatte Campo im deutschen Fernsehen im Juni 1966 einen Auftritt als Gast in der Fernsehshow Einer wird gewinnen in Wiesbaden. Im Februar 1967 war er in den USA in der Ed Sullivan Show (Originaltitel: Toast of the Town) zu sehen, wo er neben Nancy Sinatra und anderen als Gast mit einem Vaudeville-Act auftrat.
Über sein weiteres Schicksal ist nichts bekannt.

## Auftritte eines Darstellers namensGeorges Campo
In den 1950er-Jahren trat auf verschiedenen Revue- und Musicalbühnen in London mehrmals ein Darsteller namens Georges Campo (mit dem Endungs-S der französischen Version von George) in Erscheinung. Dafür gibt es Belege in Londoner Theaterjahrbüchern. Ob es sich dabei um dieselbe Person wie George Campo handelt oder um eine zufällige Namensgleichheit, ist nicht eindeutig belegbar, aber nach Quellenlage wahrscheinlich: So trat Georges Campo 1951 in der französisch-inspirierten Revue Latin Quarter im London Casino mit einer Apachentanz-Nummer auf. Mit einer ähnlichen Nummer in einer ähnlichen Show war George Campo 1936 ebenfalls im London Casino aufgetreten. Eine zufällige Namensähnlichkeit ist somit zwar möglich, aber eher auszuschließen. Ob dieser Georges Campo schon seit der Premiere 1949 Mitglied im Ensemble der Revue Latin Quarter war, lässt sich laut Quellenlage ebenfalls nicht belegen.